# Fin de Beckett
Fin de Beckett er en dansk eksperimentalfilm fra 1992, der er instrueret af Steen Møller Rasmussen.

## Handling
En hyldest til forfatteren Samuel Beckett, fortolket af 7 udenlandske kunstnere med tilknytning til Danmark.